# Riu Hudson

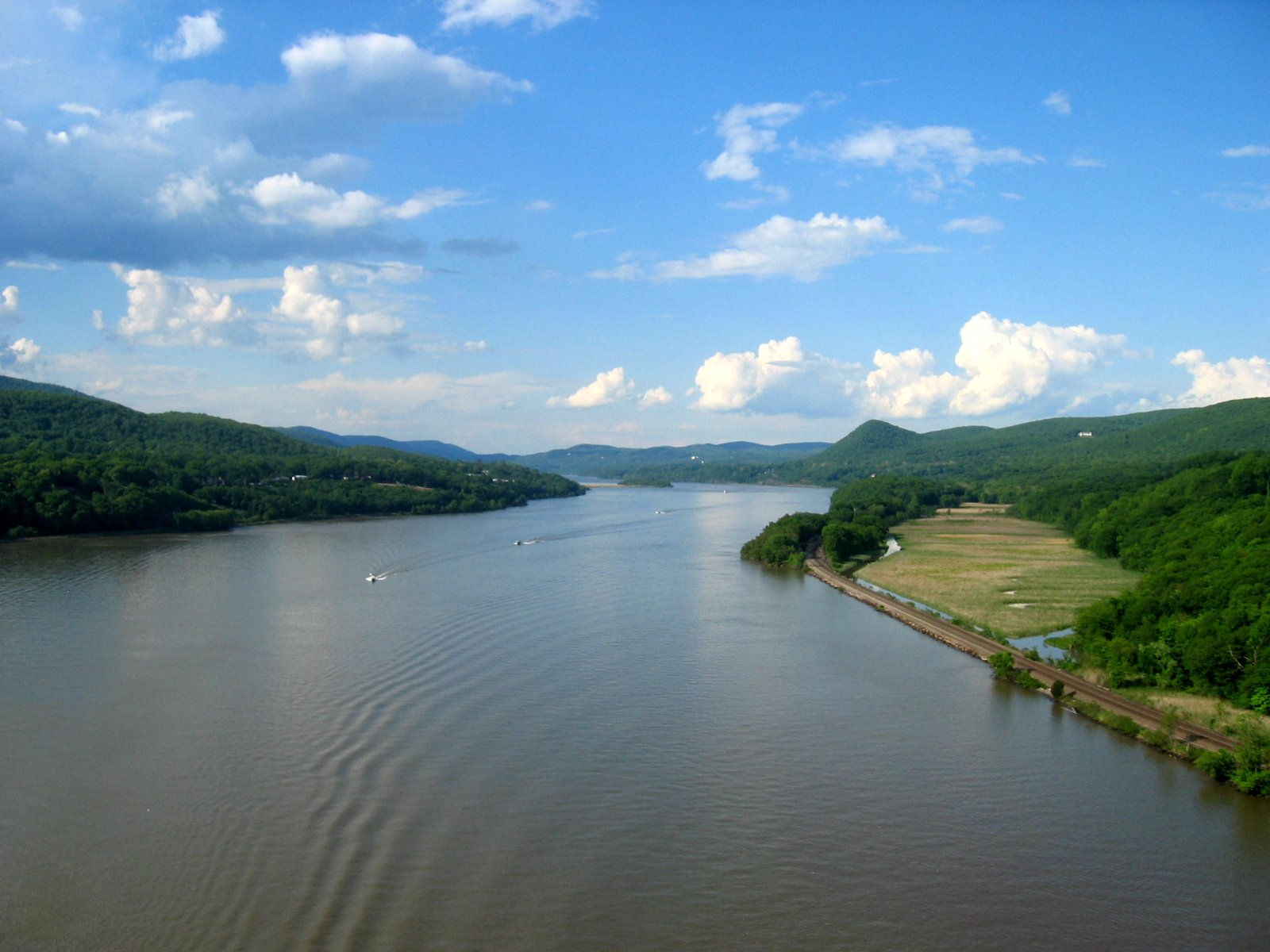
El riu Hudson

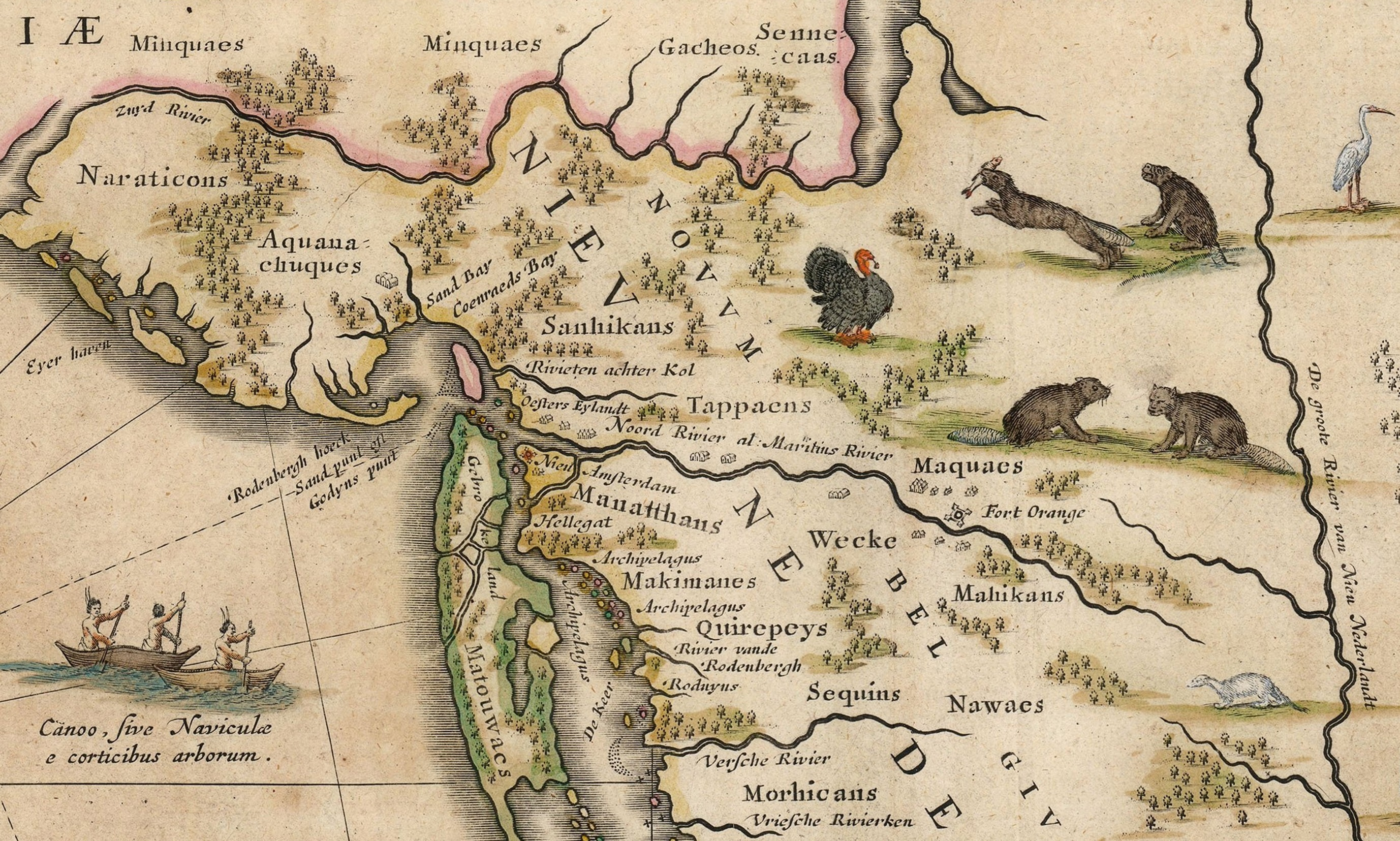
Mapa de la vall del riu Hudson amb el dibuix de dos castors, prova de la importància que tingueren aquests animals en el desenvolupament de la regió.

El riu Hudson és un riu de 507 km de llargada que discorre de nord a sud a través de l'est de l'estat de Nova York, als Estats Units d'Amèrica. El riu té el seu inici al llac Henderson, a Newcomb, a les muntanyes Adirondack. De camí cap a la desembocadura el riu passa per la capital de l'estat, Albany i durant un tram fa de frontera amb l'estat de Nova Jersey, abans de desembocar a Upper New York Bay.
El riu pren el seu nom en honor de Henry Hudson, un explorador anglès que el va explorar l'any 1609 navegant per la Companyia Holandesa de les Índies Orientals. Anteriorment el riu havia estat visitat per Giovanni da Verrazzano, navegant pel rei Francesc I de França el 1524, sent el primer europeu a entrar a la badia, però considerà que el riu era un estuari. Els holandesos van nomenar el riu "Riu del Nord", en contraposició al riu Delaware, anomenat "Riu del Sud", que van formar l'eix de la colònia holandesa dels Nous Països Baixos. Els assentaments de la colònia es van agrupar al voltant del riu Hudson, i la seva importància estratègica com a porta d'entrada a l'interior d'Amèrica va dur en anys posteriors a una forta competència entre anglesos i holandesos pel control del riu i la colònia.
El riu fou anomenat Muh-he-kun-ne-tuk, el Gran Mohegan, pels iroquesos, i fou conegut com a Muhheakantuck ("riu que flueix per dos camins") pels lenapes, tribu que habitaven les dues ribes de la part baixa del riu, a l'actual Nova Jersey i l'illa de Manhattan.
El primer nom donat pels holandesos al Hudson fou "Riu de la Muntanya". Posteriorment fou anomenat "Riu del Nord". El riu fou inclòs en un mapa de 1529 d'Esteban Gómez i Diego Gutiérrez. En aquest mapa era anomenat riu de San Antonio, en el context de la missió espanyola d'Ajacán, al segle xvi.